# Jack Ryan (seriál)
Jack Ryan (v anglickém originále také Tom Clancy's Jack Ryan) je americký akční špionážní seriál vysílaný od roku 2018 prostřednictvím VOD služby Amazon Prime Video. V příbězích na motivy knih Toma Clancyho hraje analytika CIA Jacka Ryana americký herec polského původu John Krasinski, který se stal také jedním z výkonných producentů po boku Michaela Baye, Mace Neufelda, Carltona Cuse a dalších. Cuse je spolu s Grahamem Rolandem rovněž tvůrcem celého seriálu. Po úspěchu první osmidílné řady byla od 31. října 2019 uvedena druhá řada. Třetí řada, natáčená mimo jiné i v Praze a na slovenské dálnici D3, byla očekávána ke konci roku 2021 nebo na začátku roku následujícího.

## Děj

### První řada
Jack Ryan pracuje jako finanční analytik v kanceláři CIA a zkoumá podezřelé transfery peněz, které by mohly sloužit teroristům. Dnem, kdy jeho šéfa nahradí problémový Greer, stažený ze základny v Karáčí, se ovšem Ryanovi změní jeho poměrně poklidná práce a je přinucen prokázat, že obstojí i v terénu. Když objeví spojitost finančních toků s jemenským teroristou Suleimanem, Greer si jej vezme do pouště k výslechu a následuje akce za akcí, útok na katedrálu v Paříži a nakonec se dostane do ohrožení i americký prezident. Mezitím ovšem prozře Suleimanova manželka Hanin, ve snaze ochránit děti od něj uteče a vydá se ke spolupráci s Američany. Ryan, který ve chvílích volna usiluje o přízeň lékařky Cathy Muellerové, nakonec nezaváhá a tváří v tvář Suleimanovi zachrání situaci.

### Druhá řada
Zatímco Ryan přednáší o strategickém významu Venezuely a jejího nerostného bohatství na šachovnici velmocenských her, Greer v Moskvě prověřuje vypuštění podezřelého satelitu na oběžnou dráhu. Ryana si vybere dávný známý senátor Moreno, aby s ním navštívil Venezuelu a v konfrontaci s jejím prezidentem Reyesem prověřil podezřelé finanční transakce. Přijme je tamní americká ambasadorka Lisa Calabrese spolu se šéfem základny CIA Novemberem a zařídí pro ně audienci u prezidenta. Německý nájemný zabiják Max Schenkel však spáchá úspěšný atentát na Morena a Ryan si u senátora Chapina vymůže, aby mohl zůstat v zemi a Morenovu smrt spolu s podezřelými transakcemi vyšetřit. Greer má v Moskvě problémy způsobené svým zdravotním stavem, a když se dozví o možné spojitosti „svého“ satelitu s Venezuelou, nechá se tam přeložit, aby se připojil k Ryanovi. 
Mezitím prezident Reyes usiluje za každou cenu o své znovuzvolení, jež by mohla ohrozit opoziční protikandidátka Gloria Bonalde. Pátrání zavede Ryana s Greerem do přísně střeženého tábora v džungli, kde najdou těžební výbavu, a postupně zjistí, proč musel být prezidentem odklizen někdejší ministr Bonalde. Ryen si také musí odskočit do Londýna, kde se mu nakonec podaří s pomocí německé agentky Baumannové zlikvidovat atentátníka Schenkela. Diplomatická i vnitropolitická situace ve Venezuele se ovšem vyhrocuje spolu s nadcházejícími volbami, a zatímco prezident Reyes vyhostí celé osazentstvo americké ambasády, Ryan s Novemberem podniknou poslední zoufalý pokus zvrátit jeho plány.

## Hlavní postavy a obsazení
| John Krasinski   | dr. Jack Ryan, finanční analytik pracující pro CIA v oddělení T-FAD (Terror, Finance, and Arm Division) protiteroristického střediska CTC (Counterterrorism Center), veterán od mariňáků                             |
| Wendell Pierce   | James Greer, Ryanův nadřízený v T-FAD, nepraktikující muslim a někdejší vedoucí základny CIA v Karáčí, později povýšený na zástupce vedoucího moskevské základny, v 2. řadě na vlastní žádost převelený do Venezuely |
| Abbie Cornish    | dr. Cathy Muellerová (1. řada), lékařka se specializací na infekční choroby (SARS), Ryan o ni jeví romantický zájem                                                                                                  |
| Ali Suliman      | Mousa bin Suleiman (1. řada), původem libanonský francouzský islamistický terorista, který se radikalizoval během svých studií v Paříži, usilují o ustavení islámského chalífátu proti Západu.                       |
| Dina Shihabi     | Hanin Ali (1. řada), Suleimanova manželka, jež se snaží uchránit svého syna a dvě dcery |
| John Hoogenakker | Matice alias „Garth“ či Jeff (2. řada, vedlejší postava již v 1. řadě), vedoucí operativec CIA pro zvláštní tajné akce                                                                                               |
| Noomi Rapace     | Harriet „Harry“ Baumannová (2. řada), akentka německé Spolkové zpravodajské služby (BND), někdejší společnice Maxe Schenkela ve Venezuele                                                                            |
| Jordi Mollà      | Nicolás Reyes (2. řada), prezident Venezuely očekávající nové prezidentské volby |
| Francisco Denis  | Miguel Ubarri (2. řada), vrchní poradce prezidenta Reyese a jeho kamarád z dětství |
| Cristina Umaña   | Gloria Bonalde (2. řada), vedoucí opoziční kandidátka ve venezuelských prezidentských volbách, manželka pohřešovaného ministra vnitra a spravedlnosti Sergia Bonaldeho                                               |
| Jovan Adepo      | Marcus Bishop, přezdívaný „Uber“ (2. řada), vysloužilý příslušník amerických speciálních námořních sil živící se opravami lodí a opětovně přemluvený k návratu do akce                                               |
| Michael Kelly    | Mike November (2. řada), vedoucí základny CIA ve Venezuele, dvakrát rozvedený s tamní americkou velvyslankyní Lisou Calabrese                                                                                        |

## Seznam dílů

### První řada (2018)
| Č. v seriálu | Č. v řadě | Původní název       | Český název        | Režie           | Scénář                                                         | Premiéra na Prime Video |
| ------------ | --------- | ------------------- | ------------------ | --------------- | -------------------------------------------------------------- | ----------------------- |
| 1            | 1         | Pilot               | Pilot              | Morten Tyldum   | námět: Graham Roland scénář: Carlton Cuse a Graham Roland      | 31. srpna 2018          |
| 2            | 2         | French Connection   | Francouzská spojka | Daniel Sackheim | Carlton Cuse a Graham Roland                                   | 31. srpna 2018          |
| 3            | 3         | Black 22            | Černá 22           | Patricia Riggen | Carlton Cuse a Graham Roland                                   | 31. srpna 2018          |
| 4            | 4         | The Wolf            | Vlk                | Daniel Sackheim | Carlton Cuse a Graham Roland                                   | 31. srpna 2018          |
| 5            | 5         | End of Honor        | Konec cti          | Patricia Riggen | námět: Stephen Kronish a Daria Polatin scénář: Stephen Kronish | 31. srpna 2018          |
| 6            | 6         | Sources and Methods | Zdroje a metody    | Carlton Cuse    | námět: Patrick Aison a Annie Jacobsen scénář: Patrick Aison    | 31. srpna 2018          |
| 7            | 7         | The Boy             | Chlapec            | Patricia Riggen | Nazrin Choudhury a Nolan Dunbar                                | 31. srpna 2018          |
| 8            | 8         | Inshallah           | Inshallah          | Daniel Sackheim | Carlton Cuse a Graham Roland                                   | 31. srpna 2018          |

### Druhá řada (2019)
| Č. v seriálu | Č. v řadě | Původní název     | Český název         | Režie            | Scénář                          | Premiéra na Prime Video |
| ------------ | --------- | ----------------- | ------------------- | ---------------- | ------------------------------- | ----------------------- |
| 9            | 1         | Cargo             | Náklad              | Phil Abraham     | Carlton Cuse a Graham Roland    | 31. října 2019          |
| 10           | 2         | Tertia Optio      | Tertia Optio        | Phil Abraham     | Vince Calandra a Daria Polatin  | 31. října 2019          |
| 11           | 3         | Orinoco           | Orinoko             | Andrew Bernstein | David Graziano a Annie Jacobsen | 31. října 2019          |
| 12           | 4         | Dressed to Kill   | Oblečen na zabíjení | Andrew Bernstein | Graham Roland a Nolan Dunbar    | 31. října 2019          |
| 13           | 5         | Blue Gold         | Modré zlato         | Dennie Gordon    | Vince Calandra a Annie Jacobsen | 31. října 2019          |
| 14           | 6         | Persona Non Grata | Persona Non Grata   | Dennie Gordon    | David Graziano a Daria Polatin  | 31. října 2019          |
| 15           | 7         | Dios y Federacion | Dios y Federacion   | Dennie Gordon    | Graham Roland a Carlton Cuse    | 31. října 2019          |
| 16           | 8         | Strongman         | Tyran               | Andrew Bernstein | Carlton Cuse a Graham Roland    | 31. října 2019          |

### Třetí řada (2022)
| Č. v seriálu | Č. v řadě | Původní název       | Český název         | Režie                          | Scénář                 | Premiéra na Prime Video |
| ------------ | --------- | ------------------- | ------------------- | ------------------------------ | ---------------------- | ----------------------- |
| 17           | 1         | Falcon              | Sokol               | Jann Turner                    | Vaun Wilmott           | 21. prosince 2022       |
| 18           | 2         | Old Haunts          | Kostlivci ve skříni | Jann Turner                    | Amy Berg               | 21. prosince 2022       |
| 19           | 3         | Running With Wolves | Kdo běhá s vlky     | Jann Turner                    | Jennifer Kennedy       | 21. prosince 2022       |
| 20           | 4         | Our Death's Keeper  | Strážce smrti       | Jann Turner                    | Dario Scardapane       | 21. prosince 2022       |
| 21           | 5         | Druz'ya i Vragi     | Druzja i Vragi      | Kevin Dowling                  | Marc Halsey a Amy Berg | 21. prosince 2022       |
| 22           | 6         | Ghosts              | Duchové             | Kevin Dowling a David Petrarca | Amy Berg               | 21. prosince 2022       |
| 23           | 7         | Moscow Rules        | Moskevská pravidla  | Kevin Dowling a David Petrarca | Dario Scardapane       | 21. prosince 2022       |
| 24           | 8         | Star on the Wall    | Hvězda na zdi       | Jann Turner                    | Vaun Wilmott           | 21. prosince 2022       |

### Čtvrtá řada (2023)
| Č. v seriálu | Č. v řadě | Původní název    | Český název      | Režie        | Scénář                                  | Premiéra na Prime Video |
| ------------ | --------- | ---------------- | ---------------- | ------------ | --------------------------------------- | ----------------------- |
| 25           | 1         | Triage           | Triáž            | Lukas Ettlin | Vaun Wilmott, Aaron Rabin a Steven Kane | 30. června 2023         |
| 26           | 2         | Convergence      | Sbližování       | Jann Turner  | Aaron Rabin                             | 30. června 2023         |
| 27           | 3         | Sacrifices       | Oběti            | Shana Stein  | Jada M. Nation                          | 7. července 2023        |
| 28           | 4         | Bethesda         | Bethesda         | Jann Turner  | Robert Port a Aaron Rabin               | 7. července 2023        |
| 29           | 5         | Wukong           | Wukong           | Lukas Ettlin | Joe Greskoviak a Aaron Rabin            | 14. července 2023       |
| 30           | 6         | Proof of Concept | Ověření konceptu | Lukas Ettlin | Aaron Rabin                             | 14. července 2023       |